# Mimi Perrin
Jeannine „Mimi“ Perrin (* 2. Februar 1926 in Paris; † 16. November 2010 ebenda) war eine französische Jazzmusikerin (Gesang, Piano, Arrangement).

## Leben
Perrin erhielt als Kind und Jugendliche musikalischen Privatunterricht und studierte zunächst Anglistik. Sie trat zunächst in den Jazzclubs als Pianistin mit eigenem Trio hervor. Zwischen 1956 und 1958 war sie Mitglied von Blossom Dearies Vokalgruppe Blue Stars of France, danach arbeitete sie in den Studios als Hintergrundsängerin. 
1959 stellte Perrin ihr Vokal-Sextett Les Double Six zusammen, zu dem u. a. Louis und Monique Aldebert, Monique und Roger Guérin, Christiane Legrand, Ward Swingle, Eddy Louiss und Bernard Lubat gehörten. Der Bandname spielte darauf an, dass die Gruppe im Studio mit Hilfe der Overdubbing-Technik sich teilweise verdoppelte und zwölfstimmige Sätze sang. Die Gruppe orientierte sich bei ihren Vokalisen einerseits an King Pleasure, andererseits an Lambert, Hendricks & Ross und war Anfang der 1960er Jahre sehr erfolgreich. Les Double Six absolvierte mehrere Europatourneen, trat auch in Nordamerika auf und nahm Platten mit Quincy Jones und dann mit Dizzy Gillespie, aber auch mit Ray Charles auf. Perrin war die Leiterin, Arrangeurin und Hauptsolistin der Gruppe und etablierte sich mit ihrem Solo über John Coltranes Titel Naima „als eine der großen Jazzsängerinnen“. Zudem verfasste sie „all die höchst skurrilen, von Science Fiction inspirierten Texte“. Aus ihrem Ensemble gingen schließlich die Swingle Singers hervor, als Perrin die von Ward Swingle betriebene Fusion von Barock und Jazz ablehnte. 
Die seit längerem an Tuberkulose leidende Perrin musste 1966 die Arbeit mit den Double Six aufgeben.
Eine dann gegründete Folgegruppe konnte an die früheren Erfolge nicht anknüpfen.
Später übersetzte Perrin die Biographien von Nina Simone, Dizzy Gillespie und Quincy Jones.
Mimi Perrin starb im November 2010 im Alter von 84 Jahren.

## Diskographie (Auswahl)
- Les Double Six meet Quincy Jones – Les Double Six (1961–62)
- Dizzy Gillespie & The Double Six of Paris (1963)
- The Double Six Of Paris sing Ray Charles (1964)